# Botryosphaeriaceae
Botryosphaeriaceae is een familie van schimmels uit de orde Botryosphaeriales. De familie is echter nog niet in een subklasse geplaatst. 

## Kenmerken
De vruchtlichamen zijn eenhuizig tot meerhuizig en bezitten donkerbruine gelaagde wanden. De wand van de sporenzakjes bestaat uit twee lagen, een dunne, stugge buitenwand en een dikke, elastische binnenwand. Zodra de sporen rijp zijn, splijt de buitenwand open, waardoor de binnenwand water kan opnemen. Door de wateropname zwelt de ascus zover op dat het boven de rest van het perithecium uitsteekt, Hierdoor worden de sporen met de wind meegenomen. De ascosporen zijn hyaliene of gepigmenteerd en ellips- tot eivormig. Een slijmerig aanhangsel of omhulsel kan aanwezig zijn.

## Taxonomie
De familie bevat de volgende geslachten:
Alanphillipsia - Auerswaldiella - Barriopsis - Botryobambusa - Botryosphaeria - Cophinforma - Dichomera - Diplodia - Dothidotthia - Dothiorella - Eutiarosporella - Lasiodiplodia - Leptodothiorella - Leptoguignardia - Macrophomina - Marasasiomyces - Microdiplodia - Mucoharknessia - Neodeightonia - Neofusicoccum - Neoscytalidium - Oblongocollomyces - Phaeobotryon - Phyllachorella - Phyllosticta - Pseudofusicoccum - Sardiniella - Sivanesania - Sphaeropsis - Tiarosporella